# Wadim Chalitow
Wadim Rinatowicz Chalitow  (ros. Вадим Ринатович Халитов; ur. 7 lutego 1979) – rosyjski zapaśnik walczący w stylu wolnym. Wojskowy wicemistrz świata w 2002. Wicemistrz Rosji juniorów w 1997 i 1999 roku.